# Observatori astronòmic de Sormano
L'Observatori astronòmic de Sormano (italià: Osservatorio astronomico di Sormano), és situat en la comuna de Sormano, en la província de Como, a la Llombardia (Itàlia).
L'estructura ha estat completada en les 1987 gràcies als socis del Grup astrofili Brianza.
Amb el pas dels anys ha adreçat les seves recerques cap a l'observació dels cossos menors del sistema solar (asteroides i cometes) i ha promogut activitats divulgatives astronòmiques, diürnes i nocturnes, amb conferències i observacions directes del sol durant el dia i dels astres a la nit.

## Activitats didàctiques
L'observatori astronòmic de Sormano en col·laboració amb l'ajuntament de Sormano i amb la comunitat montana del Triangle Lariano, amb el Grup astrofili fa conferències, reconeixements guiats i observació del cel pels escolars i grups d'appassionats.

## Activitat científica
L'activitat científica de l'observatori inclou la monitorització i l'observació de cossos celestes anomenats Objectes propers a la Terra (Near Earth Objects) que poden orbitar pròxims a la Terra, com a exemple l'asteroide (99942) Apophis o l'asteroide (6882) Sormano.
Aquests objectes són vigilats, i es calculen els futurs acostaments i els resultats obtinguts, contínuament actualitzats i publicats, són confrontats amb els més importants observadors mundials.

## Telescopis
El telescopi Cavagna és l'instrument principal de l'observatori.
És un Ritchey-Chrétien en fibra de carboni, realitzat de la companyia americana RCOS (Ritchey-Chrétien Optical System), ha un mirall primario de 50 cm de diàmetre i una relació focale de 6.8.

## Asteroides descoberts
Prop de l'observatori han estat descoberts nombrosos asteroides per de Valter Giuliani, Francesco Falta, Piero Sicoli, Graziano Ventre. A més el Minor Planet Center ho acredita directament per la descoberta de la asteroide (344581) Albisetti, duta a terme el 24 gener 2003.